# Христианское богослужение
Христианское богослужение — богослужение Новозаветной Церкви. До разрушения Храма в 70 году христиане (из евреев) ещё могли принимать участие в иудейском храмовом богослужении. Главное богослужение христиан — Евхаристия. Все остальные, как регулярные богослужения, так и частные (таинства, требы, обряды, молитвы и песнопения) имеют вспомогательный характер.

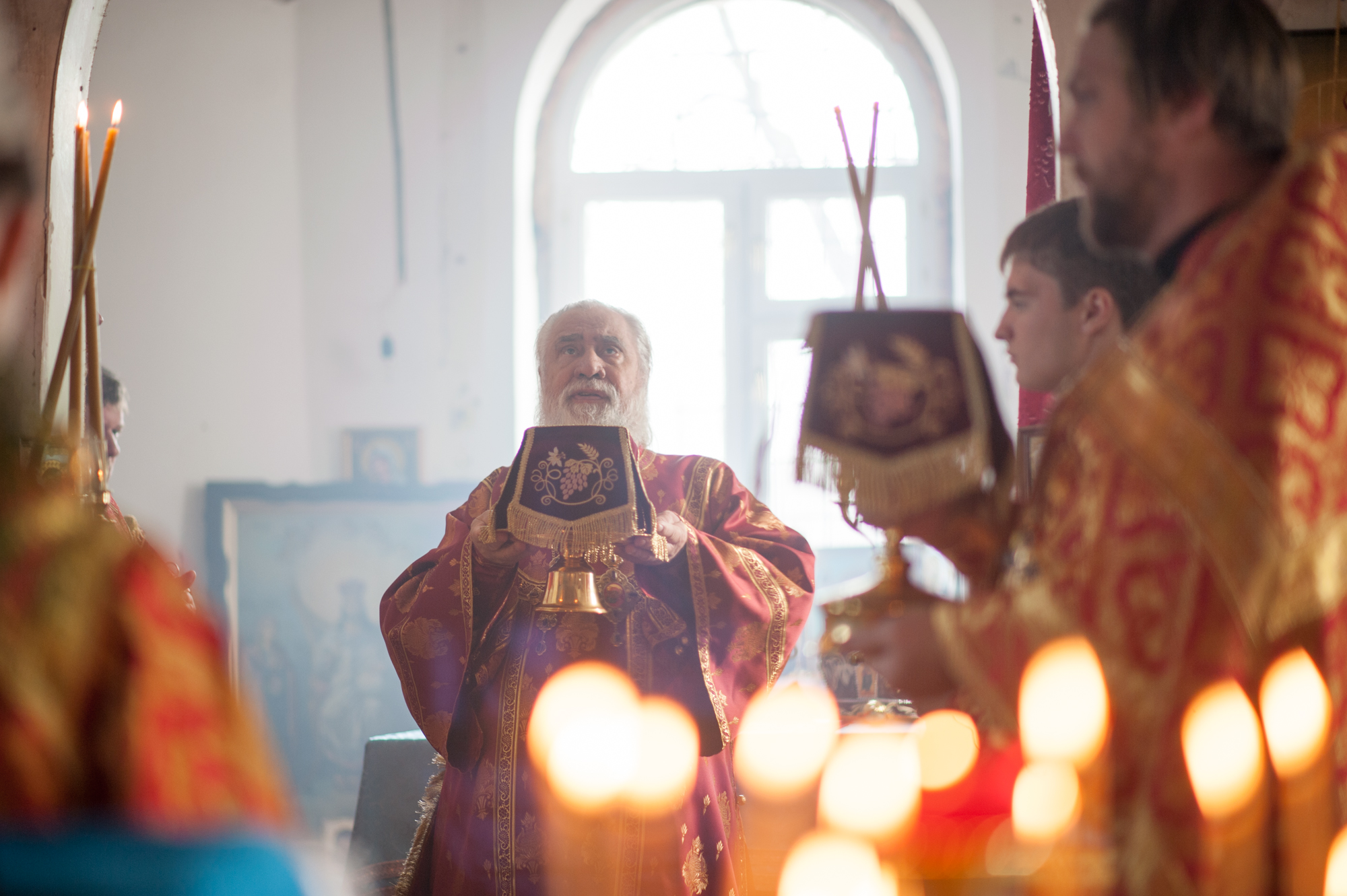
Литургия архиерейским чином в Покрово-Болдинском монастыре

К VI веку в Церкви в целом сложилась достаточно сложная богослужебная система, состоящая одновременно из четырёх богослужебных кругов:
- Суточного круга — включает следующие последовательно совершаемые службы: вечерня, повечерие (малое или великое), полунощница, утреня, 1-й час, 3-й час, 6-й час, 9-й час, междочасия, изобразительны и не входящая в суточный круг Евхаристическая литургия (месса)
- Седмичного круга
- Неподвижного годового
- Подвижного годового, сформировавшегося вокруг праздника Пасхи

Научным и богословским изучением богослужения в системе церковных наук занимается литургика.

## В православии

### Общественное богослужение
Регулярное, по запланированному расписанию, в основе которого лежат:
- Суточный богослужебный круг
- Седмичный богослужебный круг
- Годовой богослужебный круг или Годичный богослужебный круг

### Частное богослужение
Требы совершаются по какому-либо случаю (крещение, отпевание, венчание, освящение чего-либо).